# André Villiers (director)
André Villiers (1905-1996) fue un director, actor y teórico teatral francés. 

## Biografía
Tuvo un cargo de investigación en el CNRS. 
Defensor, junto a Paquita Claude, del teatro con escenario redondo, André Villiers fue escenógrafo de un destacable número de piezas.
Villiers falleció en el año 1996. El Departamento de Artes del Espectáculo de la Biblioteca Nacional de Francia conserva un importante fondo de archivos relativo a los trabajos de André Villiers y Paquita Claude.

## Director teatral
- 1980 : Sacrée Famille, de Sandro Key-Aberg
- 1965 : La Florentine, de Jean Canolle
- 1961 : Louisiane, de Marcel Aymé
- 1960 : Le Zéro et l'Infini, de Sidney Kingsley
- 1957 : The Caine Mutiny Court-Martial, de Herman Wouk
- 1955 : Entre chien et loup, de Gabriel Arout
- 1955 : Les Poissons d'or, de René Aubert
- 1954 : ¿Quiere usted jugar con mí?, de Marcel Achard

## Ensayos
- La Scène centrale, esthétique et pratique du théâtre en rond, Klincksieck, « Collection d'esthétique », 1977 ISBN 2-252-01947-6
- L'Acteur comique, PUF, colección « Littératures modernes », 1987 ISBN 2-130-39888-X